# Сан Бернардино
 Тази статия е за града в САЩ.  За административния окръг вижте Сан Бернардино (окръг).  
Сан Бернардино (на испански: San Bernardino) е американски град в щата Калифорния, както и окръжен център на окръга Сан Бернардино. Според приблизителна оценка за 2017 г., в града живеят 216 995 души. Сан Бернардино е с обща площ от 153,50 км² (59,20 мили²).
Сан Бернардино е основан през 1851 г.